# TER Nord-Pas-de-Calais

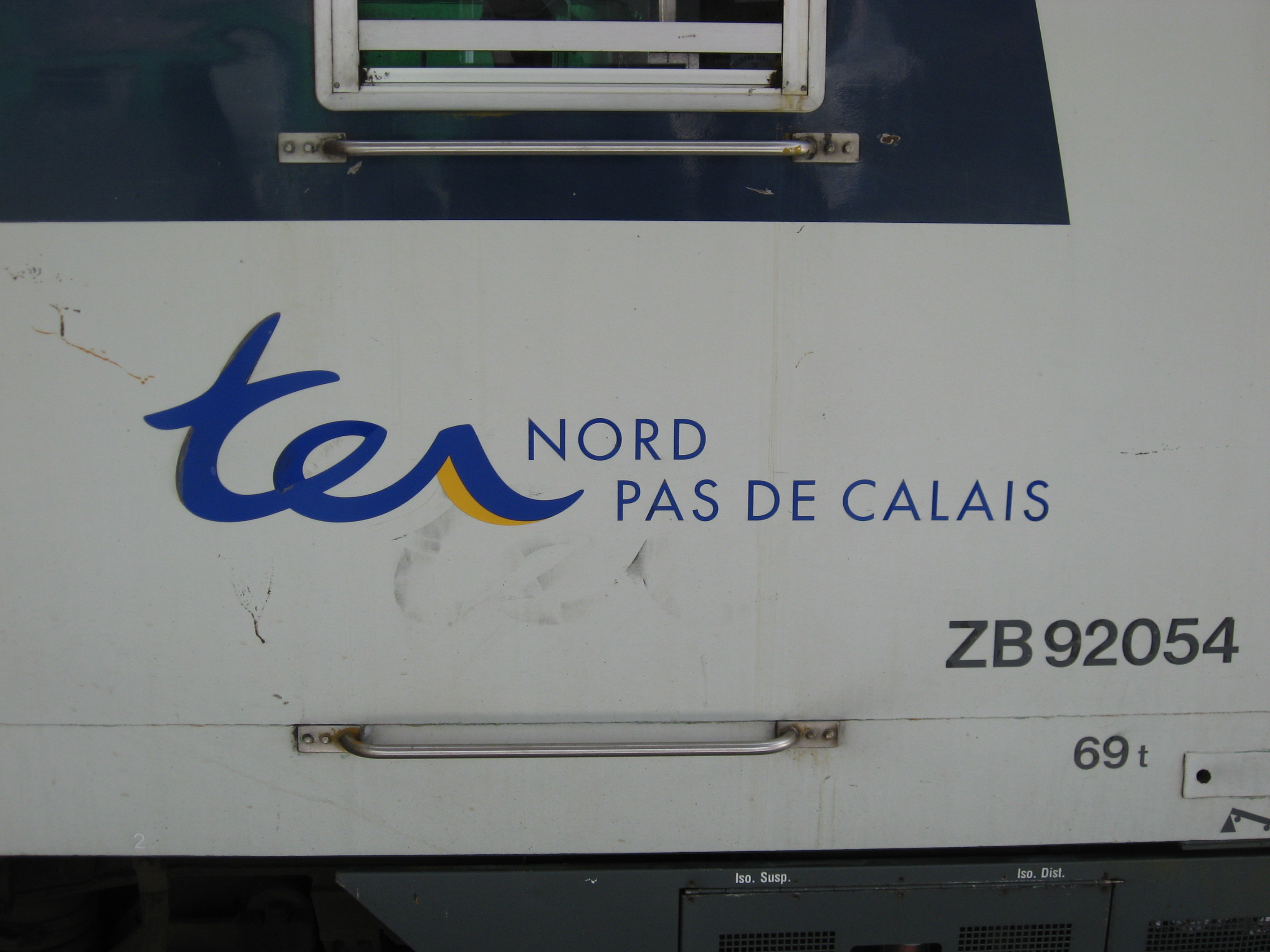
TER-logo op de regionale treinen

TER Nord-Pas-de-Calais was het regionale openbaar-vervoersnetwerk van de Franse vroegere regio Nord-Pas-de-Calais.
In Frankrijk hebben de regio's grote bevoegdheden en geld gekregen om hun regionaal openbaar vervoersnetwerk TER (Transport Express Régional) te beheren. De regio's zijn de opdrachtgever voor de regionale bus- en treindiensten. Voor de treindiensten sluiten ze contracten met de nationale spoormaatschappij SNCF af. De regio investeert in zijn eigen treinmaterieel en verbeteringen aan de spoorweginfrastructuur. Het treinmaterieel van de regio is herkenbaar door de regiologo's en eigen kleurstijl.
Na de samenvoeging op 1 januari 2016 van de regio's Nord-Pas-de-Calais en Picardië tot de regio Hauts-de-France fuseerde op 28 augustus 2017 de TER Nord-Pas-de-Calais met de TER Picardie tot de TER Hauts-de-France.

## Beschrijving regionaal spoornet

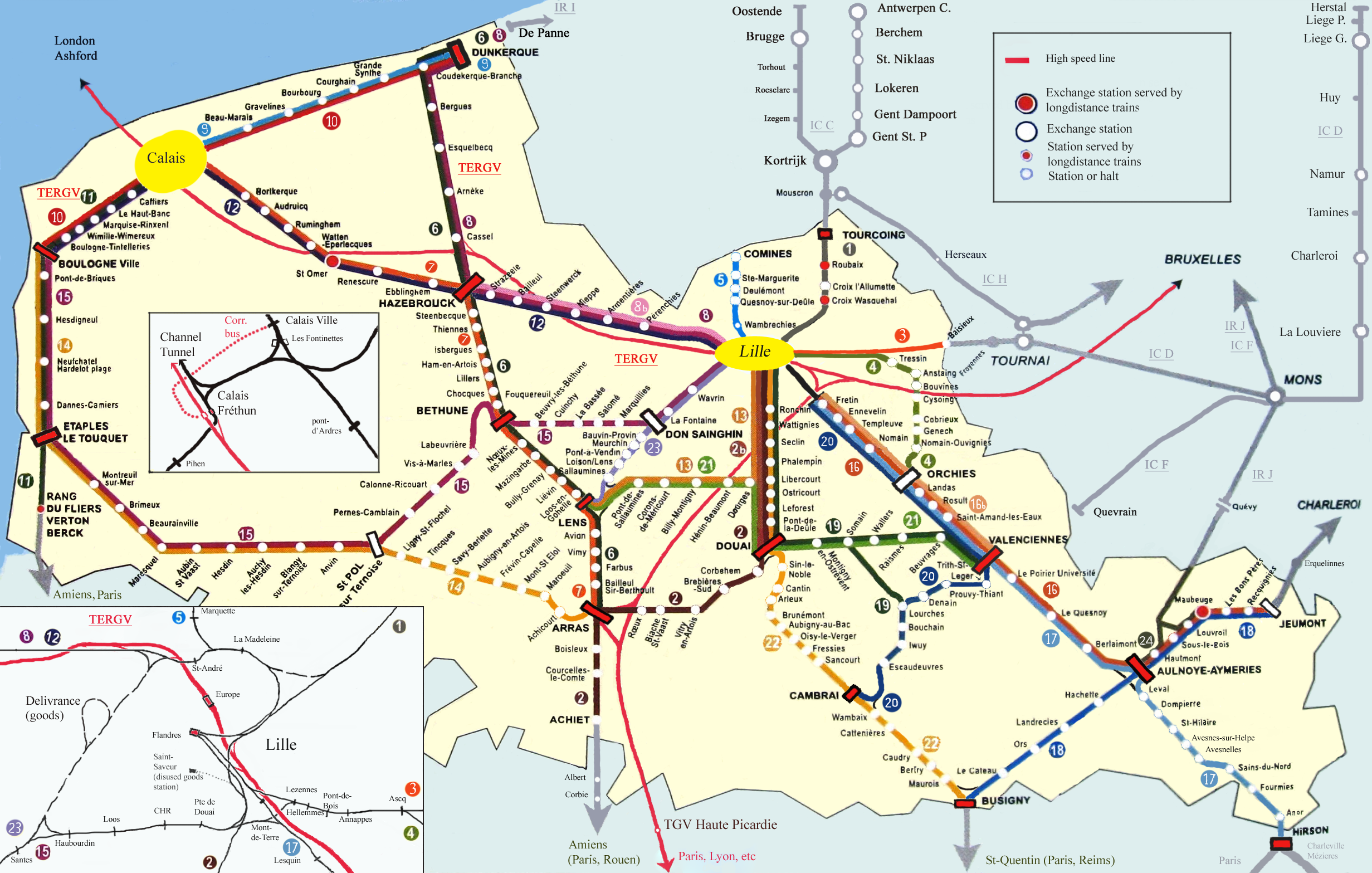
TER kaart van de regio

Het regionaal spoornet heeft 1300 km spoorlijn, heeft 18 lijnen in de dienstregeling en bedient 211 stations. Het TER spoornet is het grootste regionaal spoornet op dat van TER Rhône-Alpes na. In 2007 zijn er 12.826.534 treinkilometers gereden en 464.500 buskilometers (2006). Jaarlijks nemen er 1.058.510.000 reizigers de trein. De gemiddelde bezetting per trein is 83 reizigers. Er worden 425 rijtuigen ingezet voor het regionaal vervoer.

De streek kent veel industrie en er waren vroeger veel kolenmijnen. Hierdoor is een dicht spoorwegnet ontstaan. Hoewel veel spoorlijnen zijn opgeheven resteert een groot spoornet met regionale knooppunten waarvan dat van Rijsel het grootste is. Er zijn stoptreinen en op de hoofdlijnen rijden sneldiensten. Op de drukke trajecten wordt met dubbeldekstreinen gereden. Voor de TER treinen is de eerste klas afgeschaft. Het regionaal reizigersvervoer betreft vooral woon-werkverkeer. In het weekend zijn er veel minder reizigers en rijden er minder treinen. Een uitzondering hierop zijn de treinen naar de kust, die reizigers van en naar de badplaatsen brengen.

### Langeafstandtreinen
De langeafstandstreinen (Grandes Lignes) zijn verdwenen door de komst van de hogesnelheidslijnen en de Kanaaltunnel. Zo reden er vanuit Calais, in aansluiting op de boot, nachttreinen en dagtreinen via Rijsel, Metz, Straatsburg naar Basel en verder. Naar Parijs reden exprestreinen en zelfs TEE's, de Faidherbe, Gayant en Watteau. Vanuit Boulogne rijden nog steeds langeafstandtreinen naar Parijs via Amiens. In het oosten van de streek reden internationale treinen naar Parijs vanuit Bergen en Charleroi die stopten in Aulnoye. Van de langestandstreinen resteren de "Intercités" verbindingen van Boulogne en Maubeuge/Cambrai naar Parijs. In zuidoostelijke richting, naar Metz resteert alleen een verbinding tot Charleville-Mézières.
Na de afschaffing van de internationale treinen via Bergen en Aulnoye heeft tijdelijk een pendeldienst tussen Bergen en Aulnoye gereden om de aansluitingen voor lokale reizigers over te nemen. Deze dienst is bij gebrek aan belangstelling opgeheven, waardoor het bijvoorbeeld niet meer mogelijk is per trein van Bergen naar Saint-Quentin te reizen. Vanuit de regio is in samenwerking met de Belgische spoorwegen tijdens de piekuren een treindienst begonnen tussen het Belgische Quévy, Maubeuge en Aulnoye, maar deze treindienst is wegens gebrek aan reizigers in december 2008 opgeheven.

### TER GV

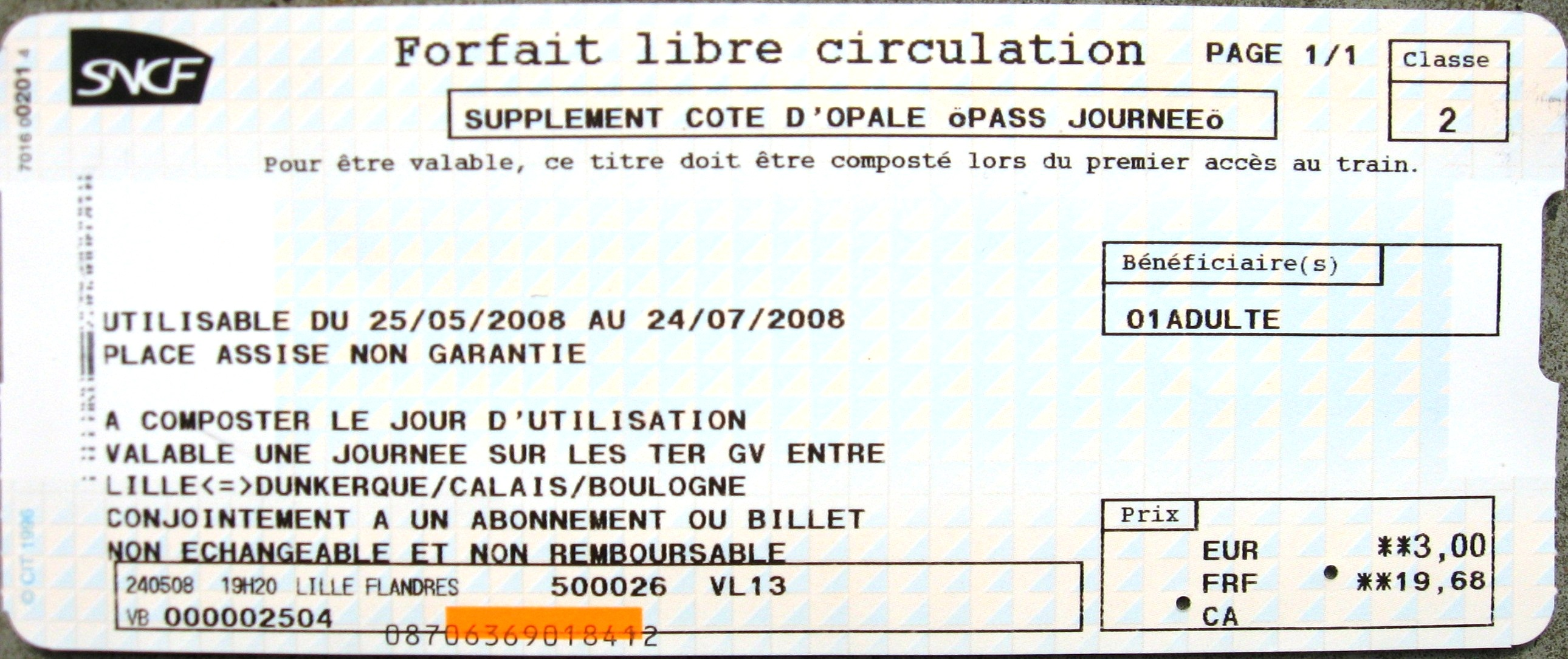
TER GV Toeslag voor een dag

TER GV (TER à Grande Vitesse) zijn TGV's die ingezet worden voor het regionaal vervoer tussen Rijsel en de kust via de hogesnelheidslijn. Naast de reguliere TGV dienst van Parijs naar Calais en Boulogne via Lille Europe, worden extra TGV's ingezet (TER GV) van Lille Europe naar Boulogne waarbij de trein kopmaakt in Calais Fréthun. Van Calais Frethun is een bus- of treinaansluiting naar Calais stad. Ook tussen Lille Europe en Duinkerke worden naast de reguliere TGV's, op werkdagen drie TER GV's ingezet.
Deze TER GV's zijn toegankelijk zonder reservering met het regionale TER tarief en een "Côte d'Opale"-toeslag. Omdat voor het TER verkeer de eerste klas is afgeschaft, mogen de reizigers ook de eerste klasse zitplaatsen gebruiken. TER reizigers mogen ook de reguliere TGV (van/naar Parijs) tussen Lille Europe en de kustbestemming zonder reservering gebruiken, maar dan alleen in de tweede klas. De toeslagen zijn:
- 3€ voor een dagtoeslag
- 10€ per week
- 18€ per maand

De TGV's van Arras naar Duinkerke zijn niet toegankelijk voor TER-reizigers.
Deze TER GV treinen worden door de regio gesubsidieerd. De hogesnelheidslijn tussen Rijsel en Calais heeft voldoende capaciteit over voor de inzet van regionale hogesnelheidstreinen. Er worden standaard TGV-treinstellen gebruikt die ook ingezet worden voor diensten in heel Frankrijk. Frankrijk heeft in tegenstelling tot andere landen waar op hogesnelheidslijnen gereden wordt, geen hogesnelheidsmaterieel dat geschikt is voor "regionale" hogesnelheidstreinen.
Vanwege het succes heeft de regionale overheid in 2009 een extra treinstel ingezet op een spitstrein om voldoende zitplaatsen te hebben.
Er is nog een TER GV van Arras naar Lille Europe. Die rijdt een keer per dag en alleen in die richting. Op deze dienst is geen toeslag verschuldigd. De aansluiting vanuit Arras naar de HSL in de richting Rijsel is niet kruisingsvrij. Het linkerspoor van de lijn Arras Douai sluit aan op het linkerspoor van de hogesnelheidslijn. Dit is voor de treinen naar Rijsel geen probleem omdat in Frankrijk de treinen links rijden, maar in de andere richting (van rechterspoor naar rechterspoor) moeten de treinen de andere sporen kruisen. De hogesnelheidslijn is daar druk bezet, met minstens een trein per vijf minuten. Alleen als hier een kruisingsvrije ongelijkvloerse aansluiting komt, is het mogelijk een volwaardige TER GV dienst op te zetten, die eventueel verder kan rijden naar Amiens. Bovendien kunnen dan de TGV's Interconnection die voorbij Parijs rijden, even van hogesnelheidslijn af gaan, om in Arras, het regionale spoorknooppunt, de reizigers vanuit de streek op te pikken. Nu moeten deze TGV's op de klassieke lijn een omweg maken via Douai.

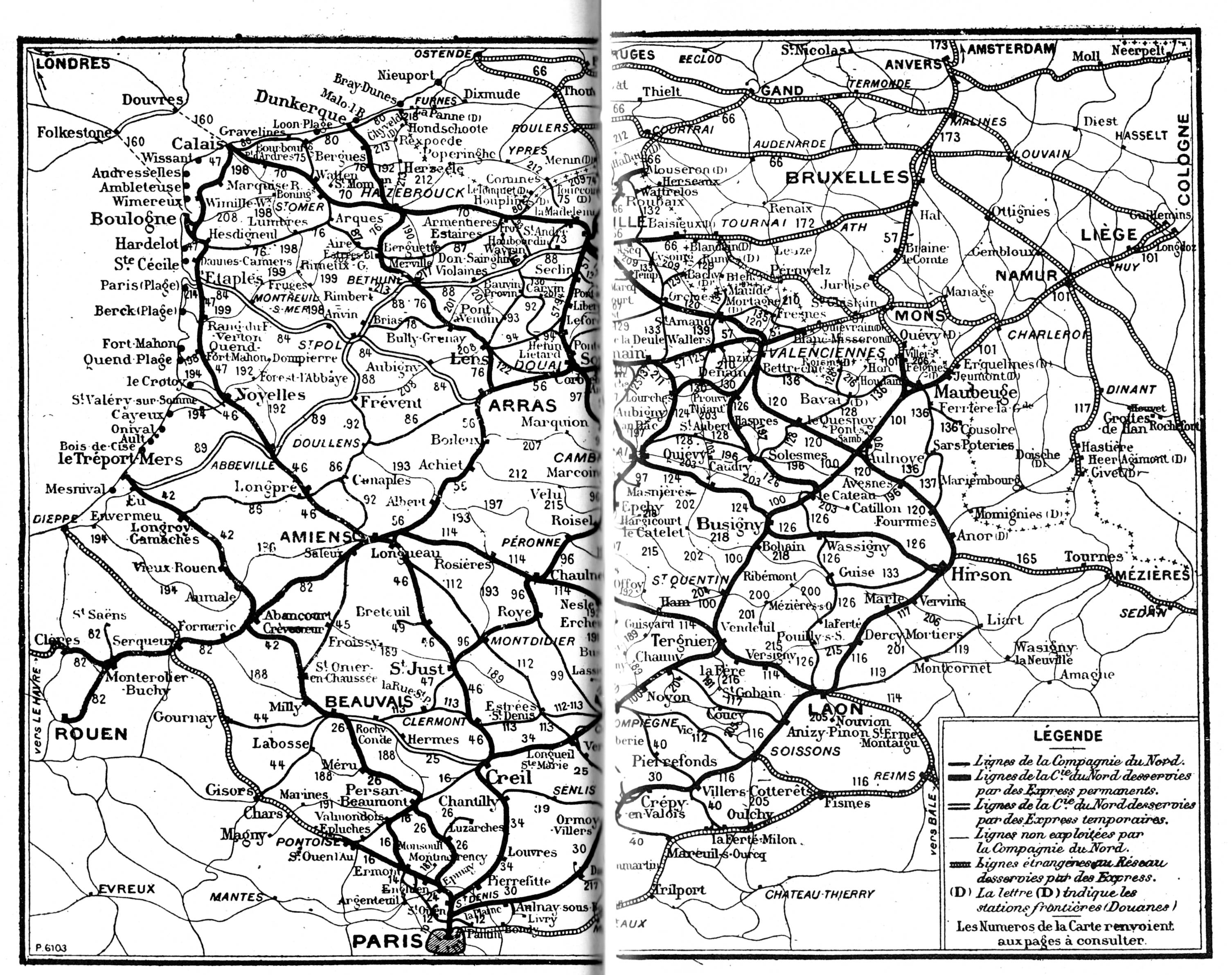
Spoorwegen in 1914

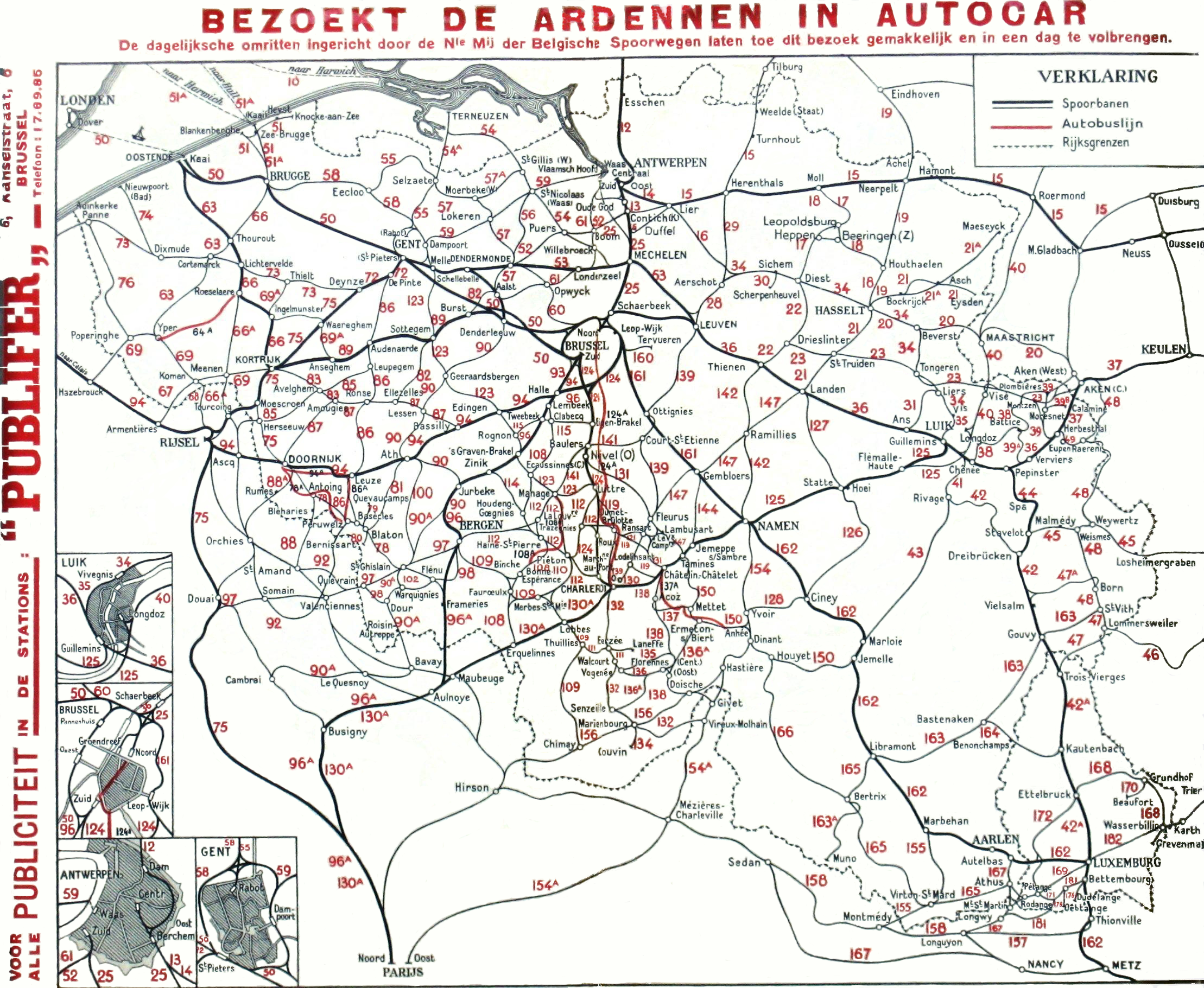
Spoorwegen in 1933

### Verbindingen met België
Van oudsher kent de regio een flink aantal grensoverschrijdende spoorwegverbindingen waarvan een flink deel is opgeheven of zelfs opgebroken. In 1932 waren er nog 16 spoorverbindingen met België voor reizigers.
Grensoverschrijdende spoorlijnen van west naar oost:
- De Panne - Duinkerke. Buiten gebruik, er is een busdienst. Er bestaan plannen voor een lightrailverbinding met de kusttram. Maakt deel uit van spoorlijn 73 van Gent naar De Panne. In 2003 hebben voor het laatst goederentreinen gereden.[bron?]
- Poperinge - Hazebroek via Abele. Opgebroken (zie: Spoorlijn 69)
- Komen - Armentières. Opgebroken, na nog lang in gebruik te zijn geweest voor goederenverkeer. In Komen is op het tracé een fietspad aangelegd. (zie: Spoorlijn 67)
- Komen - Rijsel. Vanuit de Franse kant van Komen (Comines) rijdt een paar keer dag tijdens de werkdagen een reizigerstrein. (TER lijn 5) De lijn is opengehouden voor het goederenverkeer. De verbinding met Belgisch Komen is al lang geleden opgebroken. (zie: Spoorlijn 68)
- Menen - Halluin, Tourcoing. De verbinding met België is lang geleden opgebroken. Het traject in Frankrijk is buiten dienst en is deels opgebroken. (zie: Spoorlijn 65)
- Moeskroen - Tourcoing. Maakt deel uit van de intercity verbinding Antwerpen Rijsel. (TER lijn 1) De Intercitytreinen hebben een klokvaste uurdienst, maar sommige treinen rijden rechtstreeks naar Lille-Flandres zonder op de tussengelegen Franse stations te stoppen. Sommige treinen rijden naar Oostende in plaats van Antwerpen. De lokale reizigerstreindienst Rijsel - Tourcoing, wordt bijna alleen door Belgische treinen bereden, met uitzondering van enkele TGV's die vanuit Lille-Flandres doorrijden naar Tourcoing en een of twee Franse TER-treinen in de spits. De Belgische spoorwegen worden betaald voor de stoptreindiensten in de Franse regio. De lijn is geëlektrificeerd onder het Franse 25 kV wisselspanning. Moeskroen heeft nog een tijdje een zijspoor gehad onder deze spanning, zodat de wisselstroomtreinen Moeskroen konden bereiken vanuit Frankrijk. Deze internationale verbinding kent een druk goederenverkeer. Geopend in 1842 tussen Kortrijk en Roubaix,[8] samen met de lijn naar Doornik. (zie: Spoorlijn 75)
- Herzeeuw - Wattrelos. Dit traject is in 1954 opgebroken. Het maakte deel uit van de Belgische spoorlijn 85 van Oudenaarde, Avelgem, Herzeeuw naar Wattrelos.
- Doornik, Froyennes - Baisieux, Rijsel. Maakt deel uit van de Intercityverbinding Luik Rijsel. (TER lijn 3) Vroeger was de internationale verbinding gekoppeld aan de treindienstregeling van de lijn Brussel - Doornik en reden er doorgaande treinen Brussel - Rijsel. Dit was de route van de nachttrein Londen Brussel. Voor de opening van de hogesnelheidslijn naar Brussel heeft de Eurostar nog op deze lijn gereden. Met de komst van de verbinding Brussel - Rijsel via de hogesnelheidslijn, is de aansluiting op de Waalse hoofdspoorlijn belangrijker geworden. De lokale treindienst Rijsel - Baisieux wordt bediend door de Belgische treinen. Er zijn een paar TER treinen die de lijn tot Ascq berijden en dan het landelijk lijntje naar Orchies nemen. (TER lijn 4) De Intercitytreinen hebben een klokvaste uurdienst, maar sommige treinen rijden rechtstreeks naar Lille-Flandres zonder op de tussengelegen Franse stations te stoppen. (zie: Spoorlijn 94)
- Doornik - Orchies. Traject is opgebroken. (zie: Spoorlijn 88A)
- De hogesnelheidslijn. Er rijden TGV's en Eurostar-treinen tussen Brussel en Rijsel. Sommige 'Brusselse' TGV's stopten vroeger ook in Douai en Arras.
- Antoing, Bléharies - St-Amand. Aan de Belgische kant opgebroken. Aan de Franse kant ligt nog spoor, maar er rijden geen reizigerstreinen. Maakte deel uit van de verbinding Doornik Valenciennes. (zie: Spoorlijn 88)
- Péruwelz - Vieux-Condé. Aan de Belgische kant opgebroken. Van Vieux-Condé tot Bruay liggen nog stukken spoor. Een gedeelte van het tracé zal voor het tramnet van Valenciennes worden gebruikt. (zie: Spoorlijn 92)

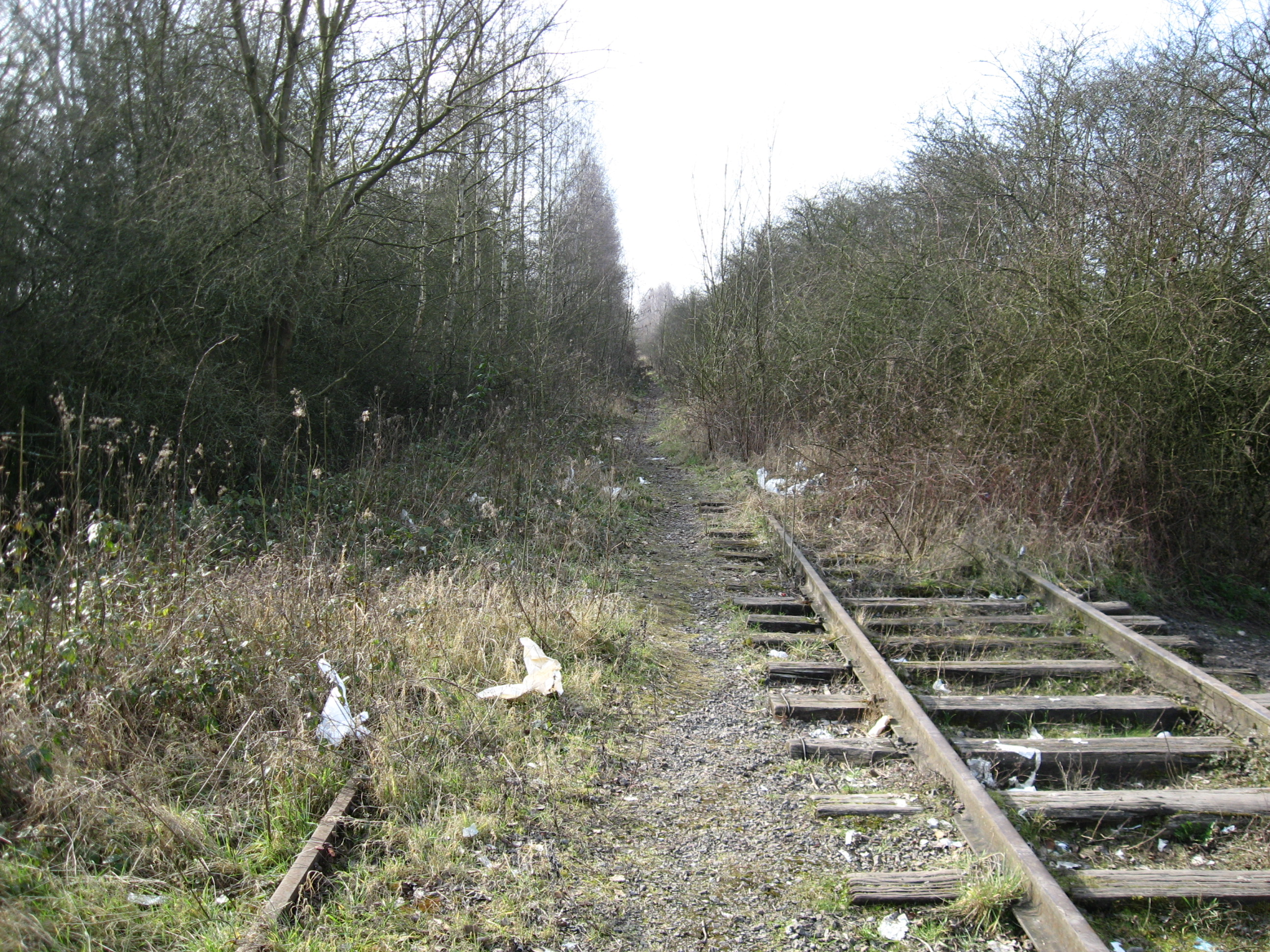
Spoorlijn Bergen Valenciennes aan de staatsgrens. Zicht naar Frankrijk

- Quiévrain - Blanc-Misseron - Valenciennes. Buiten gebruik, maar de sporen liggen er nog (zie foto). Dit traject maakte deel uit van de hoofdspoorlijn Bergen - Valenciennes dat in 1842 werd geopend. Hierop reden in 1846 de eerste treinen Parijs - Brussel, voordat in 1857 de verbinding Aulnoye - Bergen werd aangelegd. Er zijn plannen om de lijn te heropenen en/of het tracé te gebruiken om een tramlijn aan te leggen vanuit Valenciennes. De spoorlijn ligt echter ver buiten de bebouwde kom. Het is een lintbebouwing langs de weg tot Quiévrechain.[9] (zie: Spoorlijn 97)
- Dour - Bavay. Aan de Belgische kant is dit traject opgebroken. Het wordt (of werd) als aansluiting naar een steengroeve gebruikt. Huidige status onbekend. Bavay ligt aan de vroegere rechtstreekse lijn Maubeuge Valenciennes. (zie: Spoorlijn 98A)

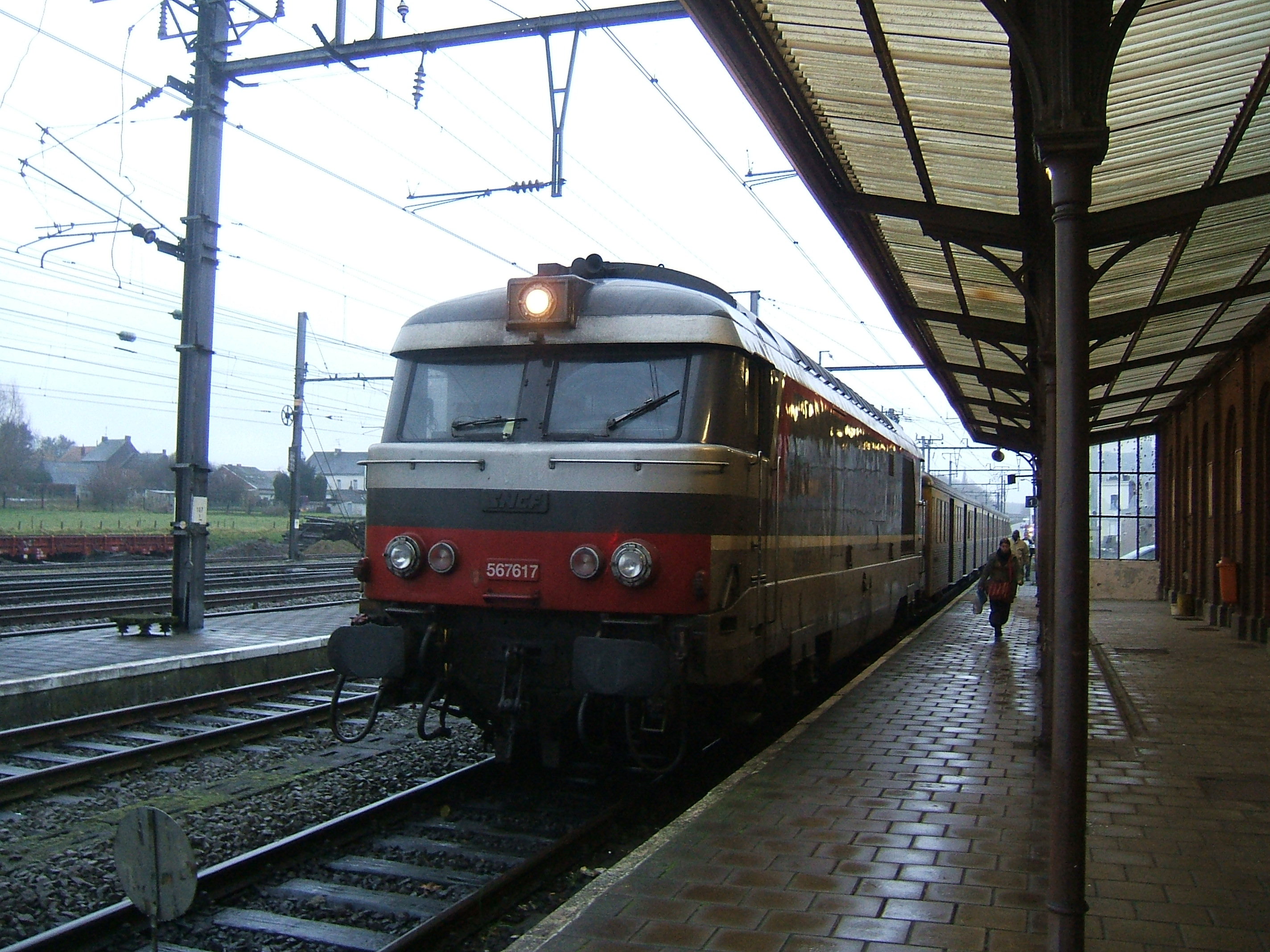
Franse TER trein in Quevy in 2008 voordat deze dienst werd afgeschaft

- Quévy - Aulnoye-Aymeries / Maubeuge. Dit is de hoofdlijn van Brussel naar Parijs, die in 1857 werd geopend. Na de volledige invoering van de Thalysdienst op de hogesnelheidslijn, zijn de Internationale dagtreinen Brussel - Parijs afgeschaft. Tijdelijk is de nachttrein Amsterdam - Parijs nog blijven rijden en heeft er pendeldienst tussen Bergen en Aulnoye gereden. Vandaar kon overgestapt worden op de treinen naar Parijs. Vanuit de regio is in samenwerking met de Belgische spoorwegen een treindienst begonnen (Belgisch lijnnr 96f, TER lijn 24) tussen Quévy (België), Maubeuge of Hautmont en Aulnoye. Hiermee konden mensen uit de streek, die veel werkloosheid kent, voor hun werk per spoor naar Mons en Brussel reizen. Deze treinen sloten te Quévy in de ochtendspits aan op de treinen naar Brussel en in de avondspits op de treinen uit Brussel. De dienst werd uitgevoerd door de SNCF met dieseltractie. Wegens het gering aantal reizigers is het experiment per december 2008 stopgezet. Aulnoye is een druk aansluitknooppunt waar alle treinen stoppen om aansluitingen te verzekeren. (zie: Spoorlijn 96)
- Erquelinnes - Jeumont. Dit is spoorlijn 130A die in 1852 werd geopend. Hij maakt deel uit van de verbinding Luik, Charleroi, Maubeuge Parijs. Na het starten van de volledige Thalysdienst op de hogesnelheidslijn heeft er nog tijdelijk een Internationale trein Namen Parijs gereden. Deze is opgeheven en sindsdien rijden er alleen enkele stoptreinen vanuit Charleroi door naar Jeumont. In de dienstregeling van 2006 betrof dit maar drie treinen per dag, maar in de dienstregeling van 2008 reden er zeven treinen per werkdag en per richting. Het doortrekken van de stoptrein naar Jeumont kost bijna niets, omdat er voldoende keertijd is in Erquelinnes. In het weekend rijden er geen treinen en is het een half uur wandelen tussen de stations. Van maandag tot en met zaterdag stopt er vlak over de grens bij Erquelinnes een buslijn naar Maubeuge. Deze bus rijdt tevens enkele malen per dag naar het station in Erquelinnes.
- Momignies - Anor. Deze lijn is buiten dienst, maar het spoor ligt er nog. De lijn maakte deel uit van de spoorlijn 156 van Dinant via Mariembourg, Chimay, Anor naar Hirson.

### Elektrificaties
Het spoornet is grotendeels geëlektrificeerd onder 25 kV wisselspanning. Deze elektrificatie zet zich geleidelijk voort op bestaande spoorlijnen:
- Boulogne - Calais, om TGV's te laten doorrijden tot Boulogne.
- Lille Froyennes (Doornik), nodig voor een omleidingsroute van de hogesnelheidslijn en de aansluiting van de lijn op de Waalse as. Er is een sluis, voor het omschakelen naar 3000 V gelijkspanning, net voor de aansluiting op de spoorlijn Moeskroen Doornik.
- Douai - Cambrai. Dit maakt een doorgaande dienst Lille St-Quentin mogelijk.
- De lijn Calais Duinkerke (TER-lijn 9) is eind 2014 geëlektrificeerd en de maximumsnelheid is verhoogd naar 140 km/u.[10] Hierdoor kan een doorgaande treindienst Boulogne, Calais en Duinkerke langs de kust opgezet worden.

Men is bezig met de elektrificatie en het dubbelsporig maken van de spoorlijn Béthune - Don Sainghin (TER-lijn 15). Van het reizigersspoornet blijven er dan alleen nog twee nevenspoorlijntjes (van Rijsel naar Komen en Orchies) en de spoorlijnen van Boulogne naar Amiens en Arras over, die niet geëlektrificeerd zijn.

### Goederenvervoer
De spoorlijnen van de streek kennen een omvangrijk goederenvervoer. Voor het goederenverkeer zijn er veel internationale en nationale vervoersstromen. Deze zijn:
- Van de Kanaaltunnel naar België via Rijsel of Jeumont.
- Van de Kanaaltunnel via Charleville naar Luxemburg, de industriële zone in Lotharingen, naar Duitsland of via Straatsburg en Bazel verdere bestemmingen. De route via Charleville is dubbelsporig en geëlektrificeerd en kent vanaf Aulnoye weinig reizigersverkeer.
- De tussendoorroute naar het zuiden via Cambrai, St-Quentin, Laon, Reims, Chaumont en Dijon, die Parijs vermijdt. Deze lijn is niet geëlektrificeerd.
- De route naar Parijs en verder.
- Naar Normandië en het havengebied rondom Le Havre via Amiens en Rouen. Deze lijn is volledig geëlektrificeerd.

### Toekomst
In het toekomstplan van de regionale overheid zijn er naast de reeds vermelde elektrificatie van Calais Duinkerke de volgende plannen:
- Elektrificatie van Boulogne tot Amiens, waarmee de hele kustlijn tot Duinkerke elektrisch is. Goederentreinen zullen hiermee vanuit het zuiden een nieuwe elektrische route hebben naar de Kanaaltunnel.
- Aanleg nieuwe spoorlijnen tussen Arras en Cambrai en tussen Douai en Orchies.
- Heropenen van de lijn tussen Béthune en Bruay-la-Buissière.
- Een nieuwe TERGV-verbinding van Rijsel naar Maubeuge en Fourmies. Deze zou de toekomstige nieuwe hogesnelheid-testbaan rond Valenciennes gebruiken. De snelheid op het baanvak tussen Rijsel en Aulnoye wordt verhoogd naar 200 km/uur.
- De spoorverbinding Bergen (België) Valenciennes heropenen. Dit is twijfelachtig, temeer dat het baanvak ook gebruikt zou worden voor tramuitbreidingen rond Valenciennes.
- Verder zijn er nog tramtrein-plannen om als tram de stad in te rijden. Het straat traject zou tussen St-André in het noorden en het oude goederenstation Saint-Saveur lopen.[bron?]

Met het op 4 maart 2008 afgesloten contract tussen de toenmalige regio Nord-Pas-de-Calais en de SNCF, heeft men de ambitie om een RER-netwerk rond Rijsel te creëren begrensd door de steden Armentiers, Béthune, Lens, Douai en Valenciennes.

### Museumlijn
De Chemin de fer touristique de la vallée de l'Aa (CFTVA) rijdt op de oude spoorlijn van Sint-Omaars naar Boulogne, van Gare d'Arques tot Lumbres. Een rit van 15 kilometer langs de rivier de Aa.

## Lijnenoverzicht

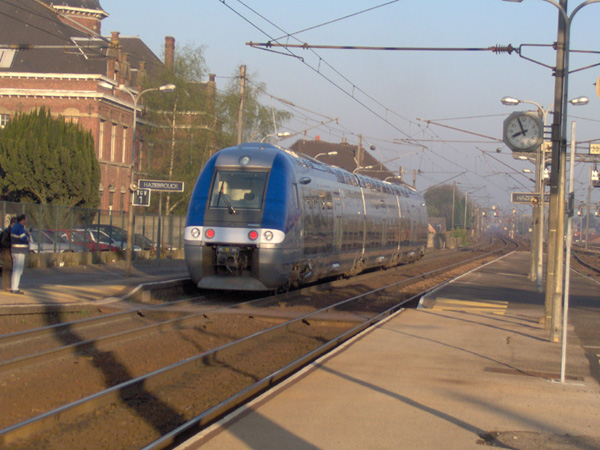
X 76500-treinstel bij Hazebrouck.

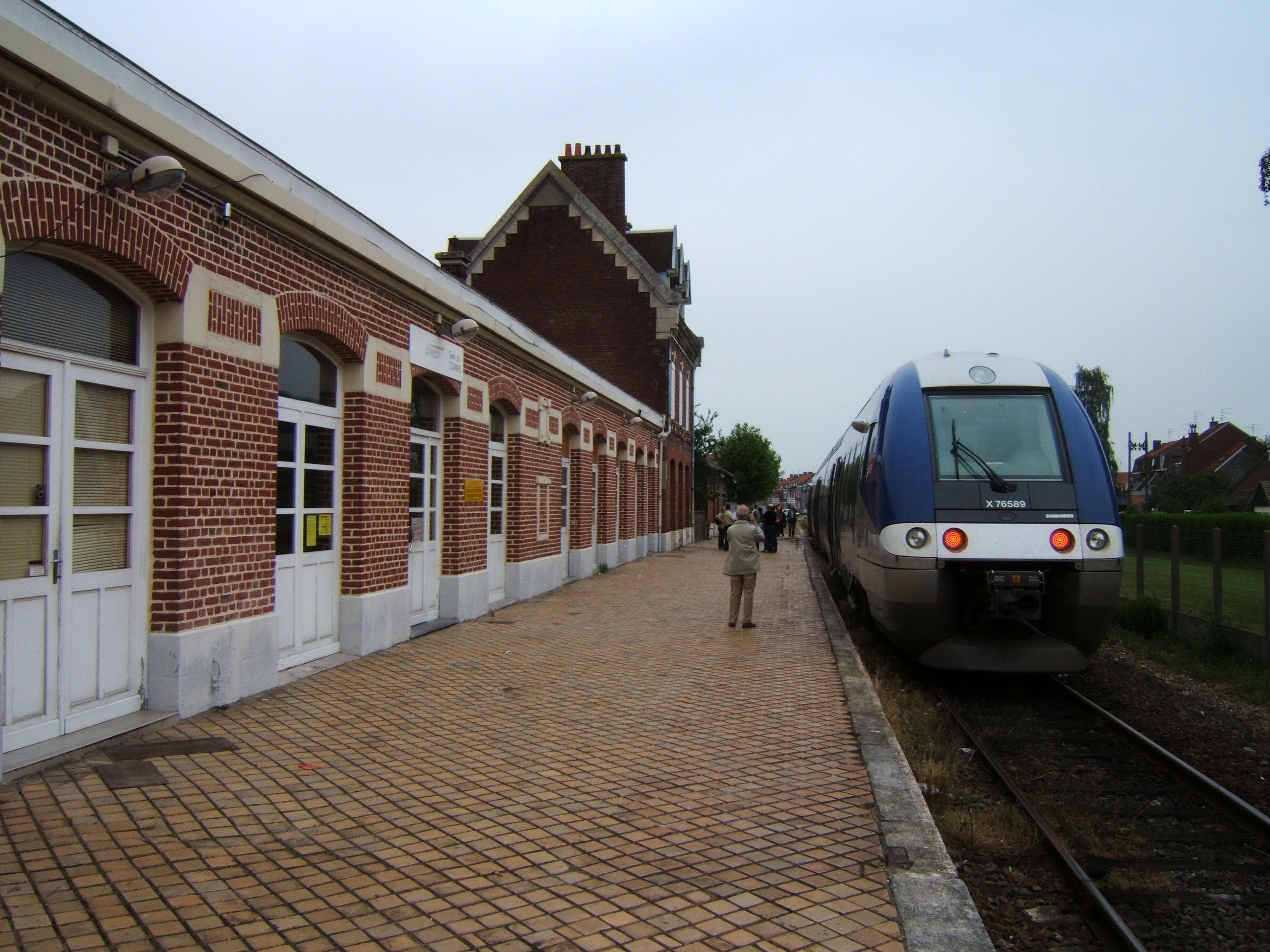
station Comines.

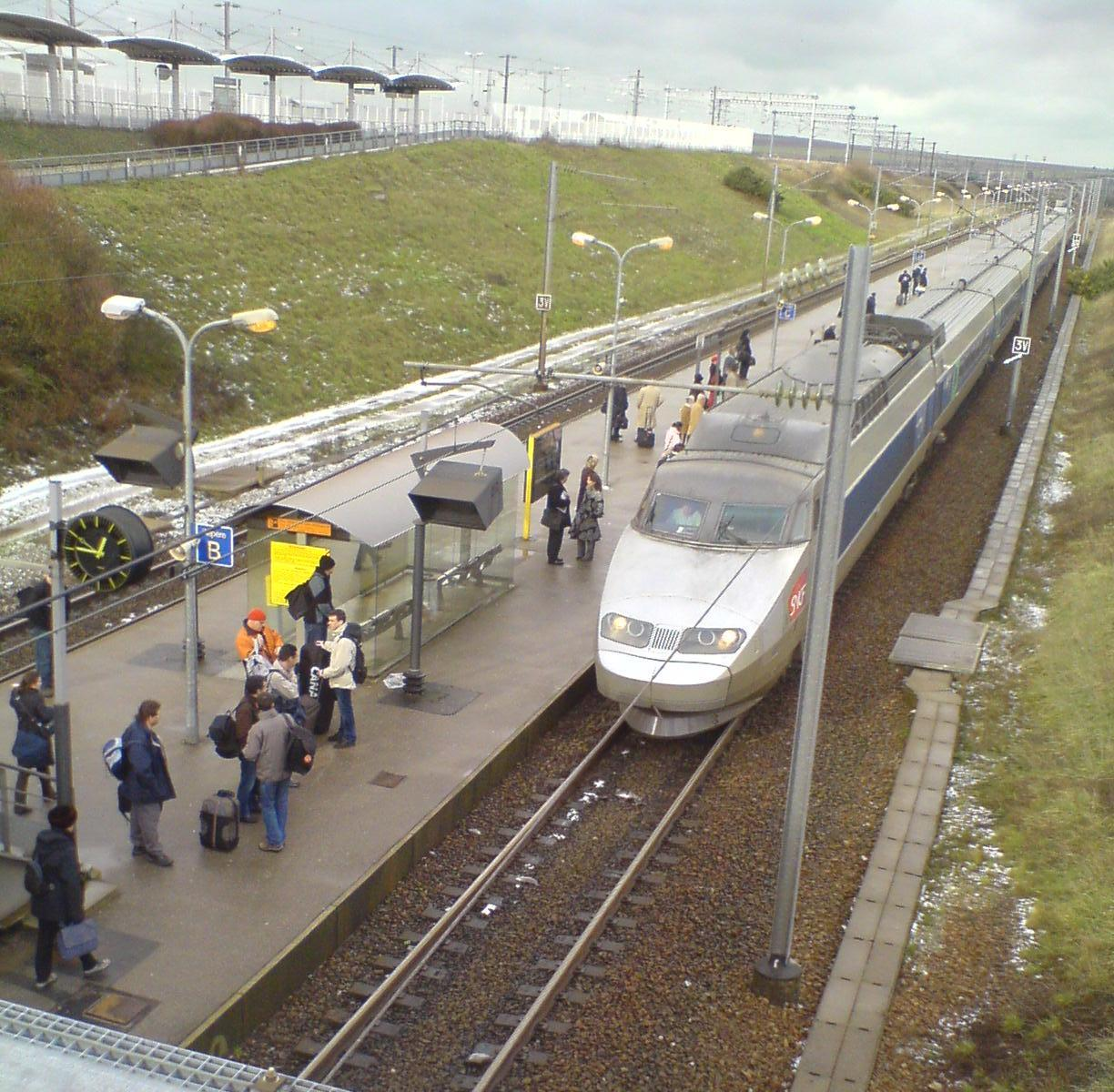
TERGV-dienst gereden door een TGV Sud-Est-treinstel.

De onderstaande tabel geeft een overzicht van de TER Nord-Pas-de-Calais-lijnen:
| Lijnnummer | Lijnbeschrijving                                                                        |
| ---------- | --------------------------------------------------------------------------------------- |
| 1          | Lille-Flandres - Tourcoing - Kortrijk - Antwerpen (NMBS IC 04)                          |
| 2          | Lille-Flandres - Douai - Arras - Amiens - Rouen-Rive-Droite                             |
| 2 bis      | Lille-Flandres - Douai                                                                  |
| 3          | Lille-Flandres - Doornik - Namen (NMBS IC 19)                                           |
| 4          | Lille - Villeneuve-d'Ascq - Orchies                                                     |
| 5          | Lille - Comines                                                                         |
| 6          | Arras - Lens - Béthune - Hazebrouck - Dunkerque                                         |
| 7          | Arras - Lens - Béthune - Hazebrouck - Calais-Ville                                      |
| 8          | Lille-Flandres - Hazebrouck - Dunkerque                                                 |
| 8 bis      | Lille-Flandres - Armentières - Hazebrouck                                               |
| 9          | Dunkerque - Calais-Ville                                                                |
| 10         | Dunkerque - Calais-Ville - Boulogne-Ville                                               |
| 11         | Lille-Flandres - Boulogne-Ville - Amiens (- Paris-Nord)                                 |
| 12         | Lille-Flandres - Hazebrouck - Calais-Ville - Boulogne-Ville                             |
| 13         | Lille-Flandres - Libercourt - Lens                                                      |
| 14         | Arras - Saint-Pol-sur-Ternoise - Étaples-Le Touquet - Boulogne-Ville                    |
| 15         | Lille-Flandres - Béthune - Saint-Pol-sur-Ternoise - Étaples-Le Touquet - Boulogne-Ville |
| 16         | Lille-Flandres - Valenciennes - Aulnoye-Aymeries - Jeumont                              |
| 16 bis     | Lille-Flandres - Orchies - Valenciennes                                                 |
| 17         | Lille-Flandres - Hirson - Charleville-Mézières                                          |
| 18         | Jeumont - Aulnoye-Aymeries - Busigny                                                    |
| 19         | Lille-Flandres - Douai - Valenciennes                                                   |
| 20         | Lille-Flandres - Valenciennes - Cambrai                                                 |
| 21         | Valenciennes - Douai - Lens                                                             |
| 22         | Lille-Flandres - Cambrai - Reims                                                        |
| 23         | Lille-Flandres - Don - Lens                                                             |
| TERGV      | Lille-Europe - Calais-Fréthun - Boulogne-Ville - Etaples-Le-Touquet - Rang-du-Fliers    |
| TERGV      | Lille-Europe - Dunkerque                                                                |
| TERGV      | Lille-Europe - Arras                                                                    |

## Materieel
Het volgende materieel werd gebruikt op het netwerk van TER Nord-Pas-de-Calais, ten laatste in 2017:

##### Treinstellen
- 47 Z 24500 elektrische dubbeldekstreinstellen
- 33 Z 23500 elektrische dubbeldekstreinstellen
- Autorail grande capacité
  - 30 B 82500 bi-mode treinstellen
  - 15 X 76500 dieseltreinstellen
- 6 Z 92050 elektrische dubbeldekstreinstellen

##### Treinstammen
- 10 V 2N-treinstammen
- 8 RRR-treinstammen
- 2 VO 2N-treinstammen

##### Locomotieven
- 15 BB 25500 elektrische locomotieven
- 5 BB 67400 diesellocomotieven
- 1 BB 16500 elektrische locomotief

##### Voormalig materieel
- 10 X 73500 dieseltreinstellen. Deze treinen hebben slechts 64 zitplaatsen, wat niet genoeg was. De treinen zijn verkocht aan andere regio's, en vervangen door X 76500 treinen met een grotere capaciteit.

##### Toekomstig materieel
- 18 Régio2N elektrische dubbeldekstreinstellen. Deze treinen hebben, vanwege hun 3+2 configuratie, een capaciteit van 850 reizigers (waarvan 440 zittend) per zevendelige trein van 130 meter. Men hoopt hiermee toekomstige reizigersgroei goed op te kunnen vangen.